# Franz Leydolt

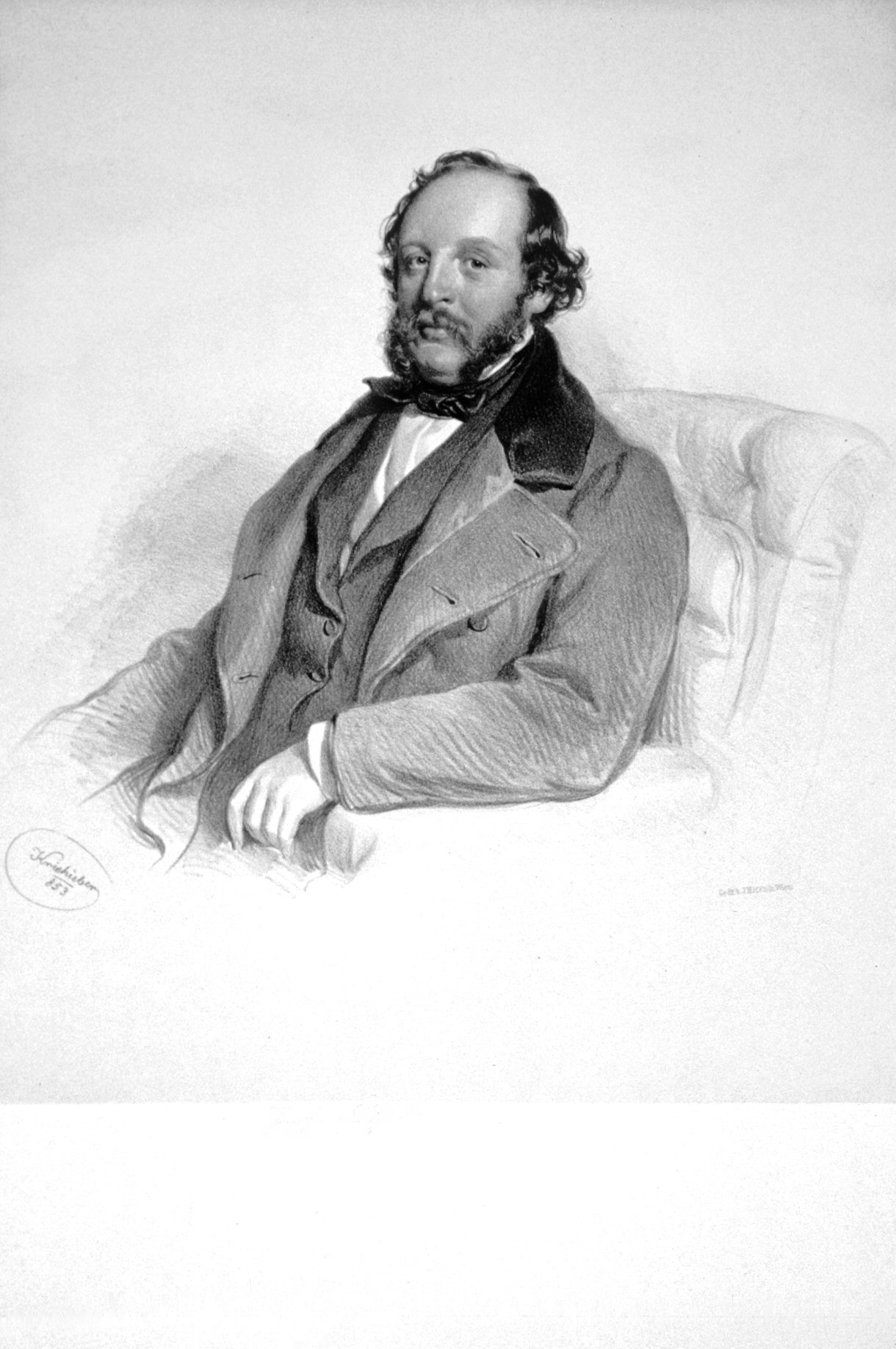
Porträt von 1850 von Josef Kriehuber

Franz Leydolt (* 15. Juli 1810 in Wien; † 10. Juni 1859 in Neuwaldegg) war ein österreichischer Mineraloge, Botaniker, Zoologe und Hochschullehrer.

## Leben
Leydolt war Sohn des Tuchfabrikanten Anton Leydolt. Er arbeitete ab 1817 in der väterlichen Samt-, Seide- und Dünntuchproduktion. 1824 verließ er den Betrieb, um sich einer akademischen Ausbildung zuzuwenden. An der Universität Wien studierte er Philosophie und Medizin. Zu seinen Lehrern zählte Friedrich Mohs. Das Studium schloss er 1837 mit der Promotion zum Doktor der Medizin ab. 1838 wurde er Assistent unter Joseph Franz von Jacquin an der Wiener Universität. Von 1838 bis 1847 war er zudem Sekretär der k. k. Gartenbau-Gesellschaft.
Leydolt wurde am 13. Oktober 1843 der provisorische Lehrstuhl der allgemeinen Geographie und Naturkunde am Wiener Polytechnischen Institut und am 23. April 1845 die Lehrstuhlvertretung für allgemeine Naturgeschichte an der Wiener Universität übertragen. Für letztere wurde er zum außerordentlichen Professor ernannt. In der Zeit von 1845 bis 1847 nahm er auch die Neuaufstellung und Revision der Mineraliensammlung im Wiener Stadtkonvikt vor. Am 16. August 1847 erging der Ruf als ordentlicher Professor der Mineralogie und Geognosie am k.k. Polytechnischen Institut. Dort wirkte er bis zu seinem Tod. Er baute für das Polytechnikum eine Mineraliensammlung auf, die zu seiner Zeit lobende Anerkennung fand.
Leydolt wurde am 2. Juli 1853 zum korrespondierenden und am 29. Oktober 1855 zum wirklichen Mitglied der kaiserlichen Akademie der Wissenschaften ernannt. Außerdem unterrichtete er die Prinzen Erzherzog Franz Joseph I., Erzherzog Ferdinand Maximilian sowie Erzherzog Karl Ludwig in Naturgeschichte.
Leydolt starb im Juni 1859 unerwartet an einem Schlaganfall.

## Werke (Auswahl)
- (Hrsg.): Friedrich Mohs: Die ersten Begriffe der Mineralogie und Geognosie, für junge praktische Bergleute der k. k. österreichischen Staaten, 2 Bände, Gerold, Wien 1842.
- mit Georg Haltmeyer (Hrsg.): Friedrich Mohs und sein Wirken in wissenschaftlicher Hinsicht – Ein biographischer Versuch, entworfen, und zur Enthüllungsfeier seines Monumentes im st. Johanneums-Garten zu Grätz, Kaulfuss & Prandel, Wien 1843.
- Anfangsgründe der Zoologie, Gerold, Wien 1850.
- mit Adolf Machatschek: Anfangsgründe der Mineralogie, Gerold, Wien 1853.
- Ueber eine neue Methode, die Structur und Zusammensetzung der Krystalle zu untersuchen, Wien 1855.
- Ueber den Meteorstein von Borkut. In: Sitzungsberichte der Akademie der Wissenschaften mathematisch-naturwissenschaftliche Klasse. Band 20, Wien 1856, S. 398–406 (zobodat.at [PDF]).